# Боровая (Чугуевский район)
Борова́я (укр. Борова) — село, Змиёвская городская община, Чугуевский район, Харьковская область, Украина.
Код КОАТУУ — 6321781001. Население по переписи 2001 года составляло 2419 (1092/1327 м/ж) человек.
До 2020 года село было административным центром Боровского сельского совета Змиёвского района.

## Географическое положение
Село Боровая находится в 12 км от Змиёва на правом берегу реки Уды, выше по течению примыкают сёла Петрищево и Гусиная Поляна, ниже по течению на расстоянии в 1 км — село Водяное, на противоположном берегу — село Темновка (Харьковский район) и посёлок Васищево, к селу примыкает село Звидки.
Через село проходит железная дорога, станции Зви́дки и Боровска́я-Ю́жная.

## Происхождение названия
В 1660 году в той местности упоминается река «Боровый Колодезь». Скорее всего, именно этот объект и дал название образовавшейся деревне.

## История

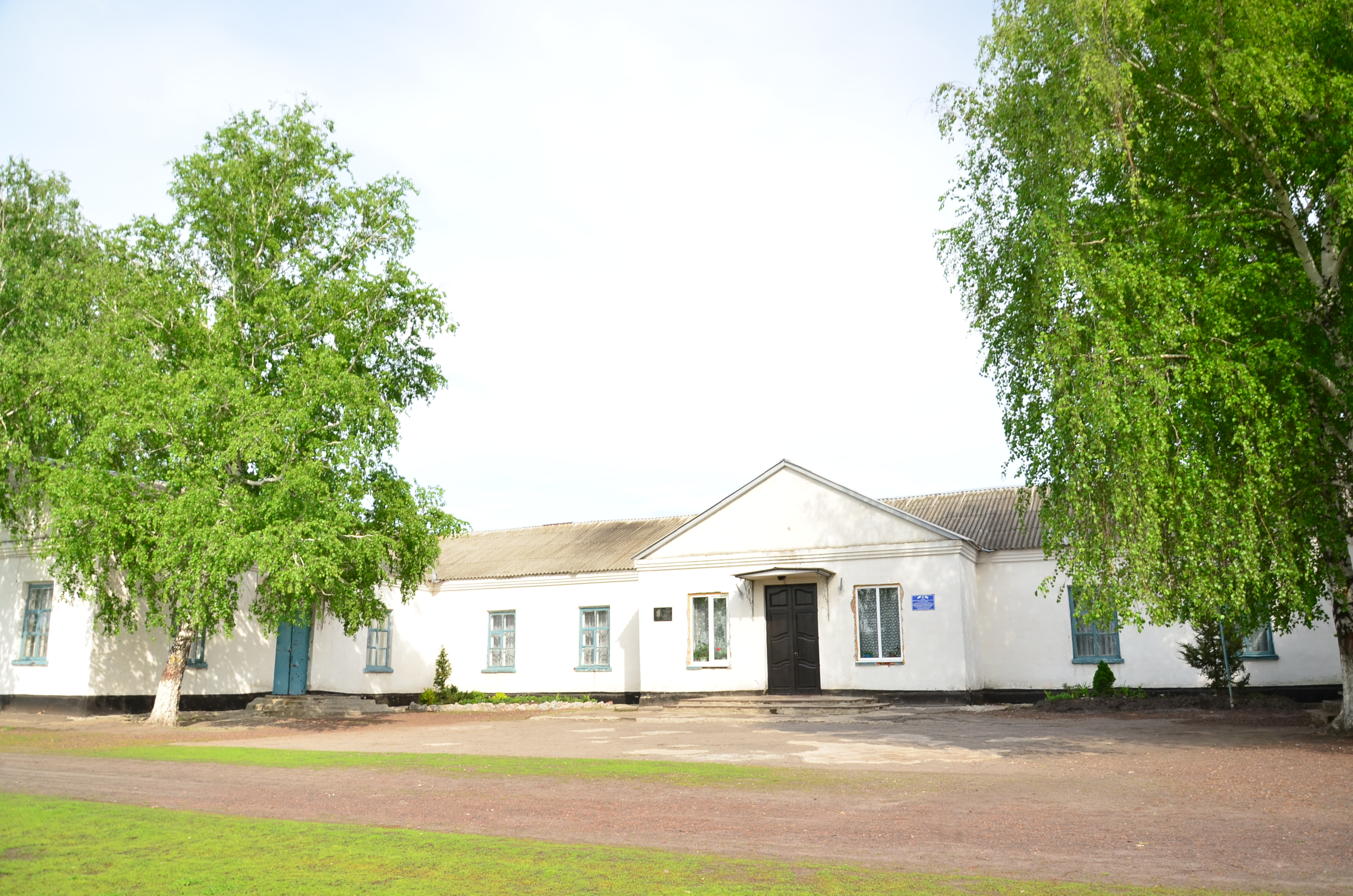
Школа

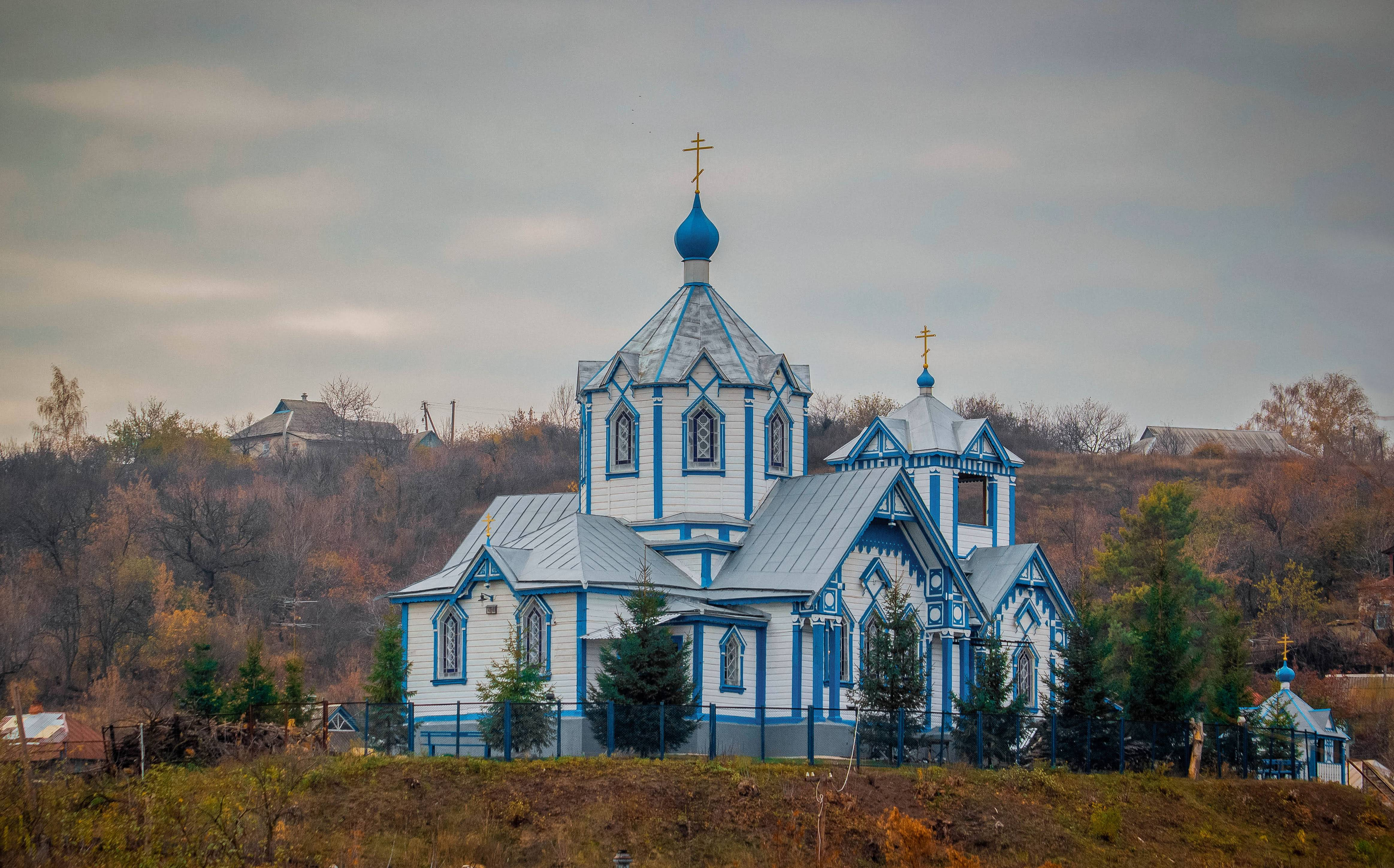
Крестовоздвиженская церковь

- 1660 — дата первого упоминания села[6][7]
- По описи 1750 года выдан был в храм (второй постройки) антиминс на белом холсте, освящённый святителем Иоасафом Белоградским (Горленко).
- В 1782 году змиевским протоиереем Иоасафом Погорлевским освящён был третий храм в Боровом, который построен был из пластин дубового леса на новом месте[8].
- В 1940 году, перед Великой отечественной войной, в селе было 745 дворов, церковь, три ветряные мельницы и сельсовет[1].
- В 1966 году в селе действовали средняя и начальная школы, клуб, библиотека[4]; здесь был построен и работал колхоз имени Кирова, названный именем ленинградского советского деятеля С. М. Кирова, в котором были 4 000 гектаров земельных угодий и предприятие по производству масла[4].

## Население
В 1967 году население составляло 3275 человек.
Основное население — русские старообрядцы поморского согласия. Это согласие характерно тем, что они избирают себе наставников из своих членов, на общем собрании общины. Признали в давнее время молитву за царя, служат в армии и читают молитву за своих солдат служащих в армии. Сами жители называют себя «староверами», но не старообрядцами и объясняют тем что только «мы истинные хранители и носители старой веры в Христа». На 2005 г. из 752 дворов в селе 250 являются старообрядческими.

## Образование
В селе работает 11-летняя школа — Боровская общеобразовательная школа I—III ступеней имени С. Закоры.

## Экономика
- При СССР в селе была молочно-товарная ферма (МТФ).
- Харьковский горнолыжный центр «Альпийская долина».

## Объекты социальной сферы
- Средняя школа.

## Религия
- Храм Рождества Христова УПЦ МП.